# Microhoria fasciata
Microhoria fasciata là một loài bọ cánh cứng trong họ Anthicidae. Loài này được Chevrolat miêu tả khoa học năm 1834.